# Ligne de Saint-Benoît à La Rochelle-Ville
La ligne de Saint-Benoît à La Rochelle-Ville est une ligne ferroviaire française à écartement standard et à double voie électrifiée. Elle est intégralement située dans la Région Nouvelle-Aquitaine. Elle s'embranche en gare de Saint-Benoît (Vienne) sur la ligne de Paris-Austerlitz à Bordeaux-Saint-Jean, et permet ainsi de relier la ville de Poitiers, préfecture du département de la Vienne, à celle de La Rochelle, préfecture du département de la Charente-Maritime, via Niort, préfecture du département des Deux-Sèvres.
Elle constitue la ligne 538 000 du réseau ferré national.
Une de ses particularités est d'être à voie unique sur 28 kilomètres, entre les gares de Lusignan et Saint-Maixent. En effet, avant la création de la SNCF, le trafic de cette section était très modéré, les convois reliant Paris à La Rochelle empruntaient l'itinéraire par Chartres, Saumur et Thouars entièrement sous le contrôle de l'État.

## Histoire
La concession de cette ligne et son embranchement vers Rochefort entrait dans le cadre de la fusion des Compagnie du chemin de fer de Paris à Orléans, du Centre, d'Orléans à Bordeaux et de Tours à Nantes entérinée par un décret du 27 mars 1852. Il a fallu attendre 1856 pour atteindre Niort et l'année suivante pour atteindre La Rochelle et Rochefort.
Au vu des impératifs militaires de l'époque, la jonction avec Rochefort est réalisée par l’intérieur des terres au niveau d'Aigrefeuille. L'embranchement Aigrefeuille-Rochefort sera cependant fermé à tout trafic (voyageurs et fret) le 8 octobre 1933, puis totalement déferré pour faire place après la Seconde Guerre mondiale à la route départementale 5 reliant Aigrefeuille à Rochefort.

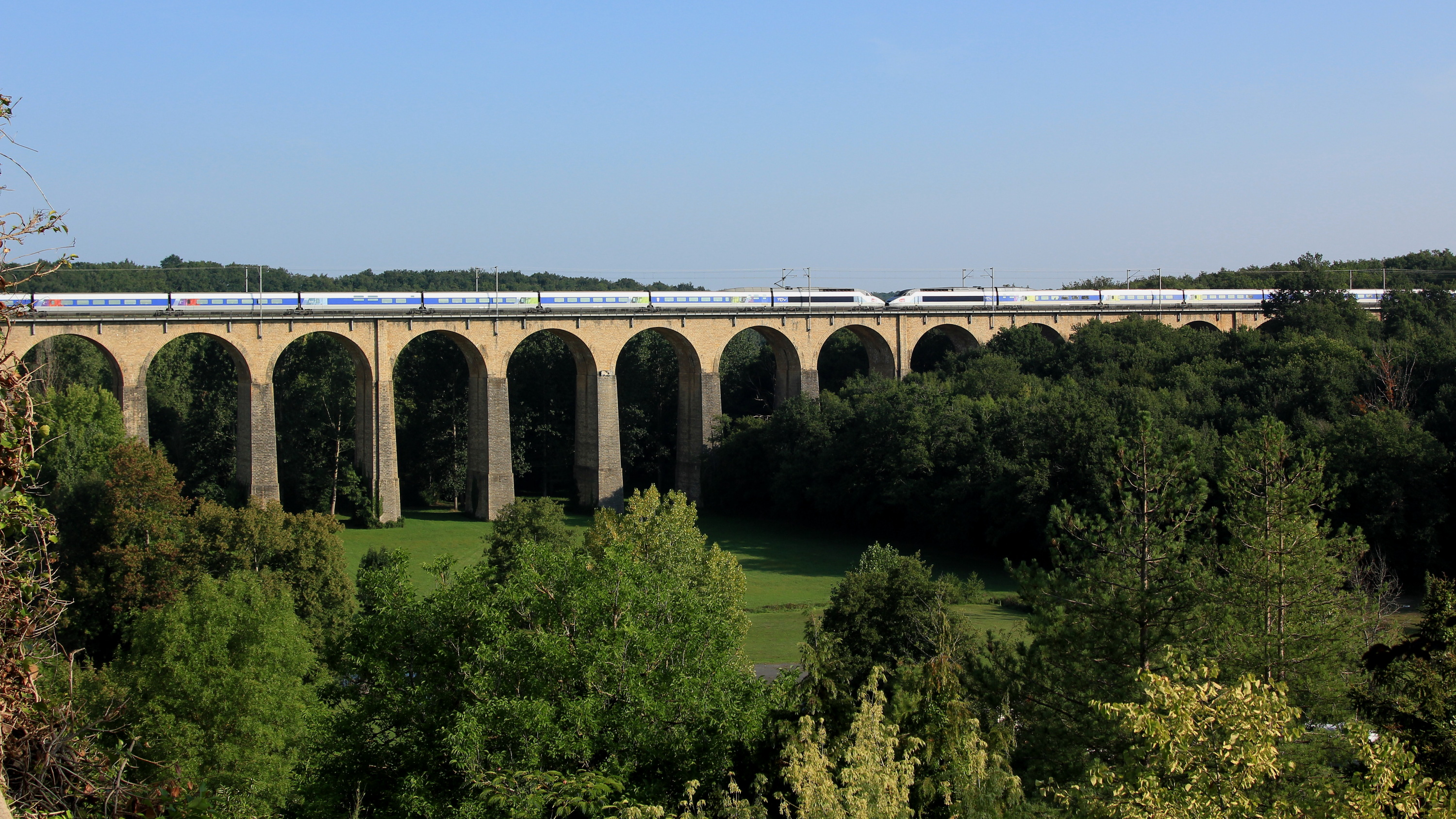
UM de TGV Atlantique sur le viaduc de la Vonne à Lusignan, entre Poitiers et Saint-Maixent.

La ligne est reprise par l'État à la Compagnie du chemin de fer de Paris à Orléans par une convention signée entre le ministre des Travaux publics et la Compagnie le 28 juin 1883. Cette convention est approuvée par une loi le 20 novembre suivant. L'exploitation est alors reprise par l'administration des chemins de fer de l'État.
Pour permettre la mise en service du TGV sur Paris - La Rochelle en 1993, la ligne est profondément modernisée : électrification en 25 kV 50 Hz et mise en place du BAPR et d'une commande centralisée de voie unique à Niort en remplacement du block manuel. Ainsi, les trois gares encore ouvertes au trafic voyageurs et situées sur la section à voie unique (Rouillé, Pamproux et La Mothe-Saint-Héray) sont équipées d’une voie d’évitement télécommandée depuis Niort. Les gares de Lusignan et de Saint-Maixent qui se trouvent aux extrémités de la voie unique sont également télécommandées depuis Niort. Ces travaux s'achèvent en 1993.
De Saint-Benoît à La Rochelle-Ville, la ligne a comporté jusqu’à vingt-huit gares. En 2011, seulement onze gares restent desservies par des trains de voyageurs (dont certaines fermées ont toujours un trafic fret). Dix-sept gares ont ainsi été fermées, la dernière en date étant la gare d’Épannes (prélude au cadencement en 2012), qui a été desservie pour la dernière fois le 1er juillet 2011.
Cependant, au début de l'année 2013, la région TER Poitou-Charentes a promis la réouverture de deux points d'arrêts : La gare d'Aigrefeuille - Le Thou et celle de La Jarrie. Les mises en service, tout d'abord fixées pour fin 2015, sont finalement effectives le 11 décembre 2016,,,. L'aménagement est réalisé durant l'interruption des circulations entre Niort et La Rochelle pour rénovation de la voie en mai et juin 2016, interruption qui permettra le relèvement de la vitesse jusqu'à 200 km/h.
Entre janvier et mars 2017, des travaux de renouvellement voie ballast sur 23 km sont entrepris entre Lusignan et Saint-Maixent-l'École. Ces travaux, d'un montant de 13 millions d'euros, sont financés par SNCF Réseau.

## Infrastructure

### Vitesses limites
Vitesses limites de la ligne en 2012 pour les TGV, AGC, Z 21500, Z2 ou X 72500, en sens impair (certaines catégories de trains, comme les trains de marchandises, possèdent des limites plus faibles) :
| De (PK)               | À (PK)                            | Limite (km/h) |
| --------------------- | --------------------------------- | ------------- |
| Poitiers (voyageurs)  | Saint-Benoît (Vienne) bifurcation | 150           |
| Saint-Benoît (Vienne) | PK 8,1                            | 140           |
| PK 8,1                | PK 38,8                           | 160           |
| PK 38,8               | PK 48,9                           | 140           |
| PK 48,9               | La Crèche                         | 120           |
| La Crèche             | PK 70,5                           | 160           |
| PK 70,5               | Niort                             | 150           |
| Niort                 | Epannes                           | 130           |
| Epannes               | PK 135,9                          | 140           |
| PK 135,9              | La Rochelle-Ville                 | 110           |

### Cantonnement
Depuis le 12 avril 2015, l'espacement et la sécurité des circulations est assurée grâce au block automatique lumineux (BAL)  entre Niort et La Rochelle. Il remplace le block automatique à permissivité restreinte (BAPR) qui aurait dû être maintenu malgré le projet d'élévation de la vitesse mais qui n'aurait pas permis de développer une éventuelle desserte périurbaine. De plus, ce BAPR aurait dû être adapté à la vitesse supérieure à 160 km/h ce qui aurait créé une réglementation spécifique difficilement compatible avec un accès facilité aux futurs exploitants privés.

## Trafic

### Voyageurs
L’électrification en 1993 a permis l’inauguration d'une liaison par TGV entre Paris et La Rochelle. Les TER ont été en partie convertis à la traction électrique (BB 22200 tractant des voitures Corail, Corail plus, Corail TER, USI, etc. offrant un panachage des rames assez original), des autorails diesel continuant de circuler sous caténaire. L’arrivée de cinq rames Z 21500 en 2004 a permis d’homogénéiser en partie le matériel. Ces engins ont ensuite été cédés à la Région des Pays de la Loire en échange de quatre unités B 82500 - AGC bimode bicourant commandés neufs par cette dernière. Depuis, tous les TER de l’axe Poitiers – La Rochelle sont assurés par des BGC Bibi.

#### TGV
En 2007, cinq aller-retour quotidiens relient Paris à La Rochelle, mettant Paris à 2 h 51 de La Rochelle. Leur nombre est porté à sept à partir de 2011, pour atteindre[Quand ?] quatorze relations dont dix TGV directs.

#### TER
En semaine en 2011, huit aller-retour sont proposés en TER entre Poitiers et La Rochelle, plus un TER Niort – La Rochelle tôt le matin et un aller-retour omnibus entre Niort et Poitiers. Ces trains sont normalement assurés avec du matériel B 82500 et B 84500 en traction électrique, des B 81500 ont très exceptionnellement été employés lors de manques de disponibilité des B 82500 et des B 84500 ; pour autant, il n’est pas rare de les voir circuler en traction diesel.

### Fret
Dépendant entièrement de l'activité du port de La Pallice, grâce à une voie unique reliant le port à la gare de La Rochelle-ville à travers la ville, pour ses importations d'hydrocarbures et de grumes de bois et ses exportations de céréales, le trafic fret de la ligne Poitiers - La Rochelle est très modéré, avec une dizaine de trains quotidiens à l'expédition, et autant à la réception, dont notamment :
- 3 paires de trains de desserte de et vers Saint-Pierre-des-Corps, du lundi au vendredi ;
- 3 à 4 trains complets de céréales des silos du Poitou, Centre-Val de Loire-Loire et Berry vers le port de La Pallice, par semaine ;
- 1 à 2 trains d'engrais par semaine, en provenance de Grandpuits et du Grand-Quevilly et à destination des entreprises de conditionnement locales ;
- 4 trains complets de pâte à papier par semaine, en provenance d'Amérique latine par La Pallice  et à destination de Condat-sur-Vézère et de Sibelin ;
- 1 train de produits pétroliers par semaine, à destination de La Souterraine ;
- Trafic diffus de grumes de bois en provenance du port de La Pallice pour des scieries, des fabricants de contre-plaqué, de meubles de la région, également de produits chimiques en provenance de Rhône-Alpes et à destination de l'industrie Rhodia, divers chargements et livraisons liés aux activités d'Alstom grâce à un embranchement SNCF sur la façade Nord de l'usine d'Aytré, notamment des sections de remorques de TGV terminés, tout matériel avec écartement standard de 1,435 m, et chargements à La Pallice de véhicules et matériels militaire dans le cadre des missions de l'Armée française à l'étranger.

## Projets

### Relèvement de la vitesse limite
Les contrats de plan puis de projets État-région 2000-2006 puis 2007-2013 prévoient un relèvement de la vitesse maximale autorisée à 220 km/h sur la section entre Niort et La Rochelle.
Ce relèvement, permettant un gain de temps moyen de 6 minutes, nécessite de nombreux travaux et aménagements :
- renouvellement de la voie et du ballast RVB, travaux effectués pour la plupart en 2003 et 2004,
- ripages et rectification de tracés sur les courbes 49, 52, 53 et 56,
- la mise au gabarit des ouvrages d’art,
- le remplacement des passages à niveaux de Chambon (no 62), et Le Thou (no 69) par des passages souterrains,
- la suppression du passage à niveau de La Jarrie (no 71) par la construction d'un pont-rail,
- la création d’ouvrage supérieurs de traversées de voies avec ascenseurs dans certaines gares du tracé,
- l'adaptation de la signalisation à la circulation des trains à une vitesse supérieure à 160 km/h.

Cette opération, d'un coût total de 27 791 600 euros est financée à hauteur de 50 % par Réseau ferré de France, 30 % par l'État, 13 % par la Communauté d'agglomération de La Rochelle et le reste par les autres collectivités locales concernées - Conseil régional de Poitou-Charentes, Conseil général de la Charente-Maritime, Conseil général des Deux-Sèvres. Ces travaux nécessitent l'interruption totale des circulations du 9 mai au 20 juin 2016. La mise en service est prévue initialement au second trimestre 2014, mais à un an de l'échéance, c'est désormais 2017 qui est évoquée.

### Ligne à grande vitesse Sud Europe Atlantique
La LGV Sud Europe Atlantique traverse la ligne au niveau de la commune de Fontaine-le-Comte. Le raccordement Nord entre ces deux lignes permet à certains TGV Paris - La Rochelle de diminuer leur temps de parcours à 2h33, en évitant Poitiers, tandis que le raccordement Sud sert aux TGV à rallier, depuis cette dernière ville, Angoulême et Bordeaux par la LGV sans conflit avec les précédents.

### Réouverture de points d'arrêts
Au début de l'année 2013, la région Poitou-Charentes a promis la réouverture de trois points d'arrêts : La gare d'Aigrefeuille - Le Thou, celle de La Jarrie et celle d'Aytré. Si les deux premières ont bien rouvert en 2016, aucune date n'est fixée pour la troisième.

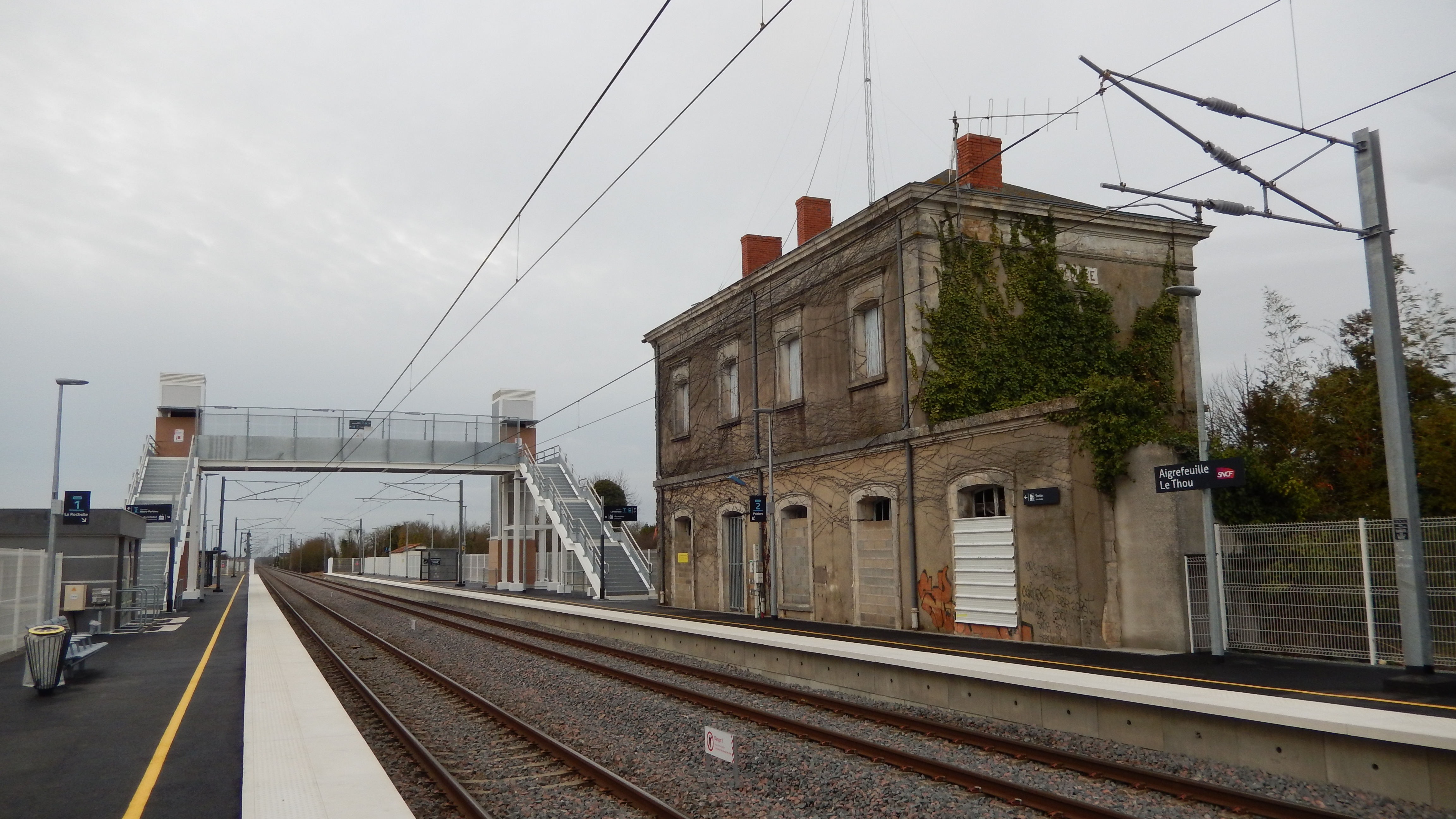
La halte d'Aigrefeuille - Le Thou, avec le bâtiment muré, rouverte en 2016.

En juillet 2013, la Présidente de la région Poitou-Charentes a participé à une réunion de travail avec le Ministre des Transports pour accélérer le contenu du prochain contrat de plan État / Région sur les infrastructures de transports. Le contenu de ce prochain contrat de plan comprendrait la mise à double-voie de la section Lusignan - Saint-Maixent.

## La ligne dans la littérature
La ligne est décrite dans un récit d'Henri Vincenot de la série des Voyages du professeur Lorgnon paru dans La Vie du Rail du 5 mars 1961 sous le titre « De Mélusine aux quatre sergents » réédité en ̇1983 aux éditions Denoël et en 2003 aux éditions Omnibus.